# ももいろ討鬼伝 モモタロウくん
『ももいろ討鬼伝 モモタロウくん』（ももいろとうきでん モモタロウくん）は、鷹岬諒による日本の漫画作品。別冊コロコロコミック2013年12月号に読み切り作品として掲載され、2014年4月号から2017年4月号まで連載された。

## 解説
桃太郎の子孫・桃百太郎（もも ももたろう）と、赤鬼族の少女・魔美をはじめとする美少女達との日々と、鬼族とのバトルを色気を交えて描いた漫画。キャラクターの名前には果物・木の実・香料など植物関連の用語から取っているものが多い。

## 制作
初期案ではいちごちゃんという人間の少女がヒロインとなる予定であったが、キャラクターが弱くセクシーさに欠けたため、「お色気で勝負するならもっと攻めるべきだ」という編集者のアドバイスを受けた鷹岬がキャラクターを作り直した結果、鬼娘の魔美というヒロインが出来上がったという経緯がある。編集コンペには通ったものの、編集会議ではバッシングが相次いだと鷹岬は振り返っている。10年間の構想期間を経て連載開始に至ったという話もある。

## あらすじ
第34代目桃太郎としてこの世の鬼を退治する役目を背負った少年・桃百太郎（もも ももたろう、以下：百太郎）。
あるとき、鬼の少女・鬼堂魔美が秘宝のきびだんごを食べた結果、彼女の中に霊力が宿り、他の鬼たちに狙われたため、百太郎のもとに身を寄せることとなった。

## 登場人物

### モモタロウ陣営
桃百太郎（もも ももたろう）
本作の主人公である、第34代目桃太郎。鬼ヶ島小学校5年2組に転入してきた。現代の世にはびこる鬼たちを退治する役目を持っている。机を両断する、弓矢を切り払う、氷柱を叩き割るなど剣技は冴えているが、まだ幼いため美女に弱い。最後の1個だったきびだんごを食べてしまった魔美を守るため、魔美の家（居城）に居候している。魔美の丹田に手を当てることできびだんごのパワーを引き出すことが出来る。
必殺技は霊力を光の刃に変えて薙ぎ払う「モモタロウ気功剣」で、磯銀鬼戦では気功剣を大砲に変えて放つ進化技「モモタロウ気功砲」を使用している。
作者である鷹岬は、1巻の巻末コメントにて、百太郎がエッチな人物であることを否定している。
真・モモタロウ（しん-）
初代モモタロウの残した元祖きびだんごの霊力で覚醒した百太郎。体は（きびだんごを食べた魔美同様）一時的に大人のように立派な体格に成長し、鉢金や鎧などの防具が現れる。目元に刺青のような紋章が浮かぶのが特徴。
通常時の気功剣がまるで通じない黒鬼を一撃で倒すほどの強さを有し、元祖きびだんごをヒロインたちが食べた後は彼女たちの持つ「特質」を一時的に借用できるようになった。
しもべたち
百太郎の部下である動物たち。普段は珠の中にいる。
ポチ公
百太郎の部下であるオス犬。可愛らしい外見だが、魔美に「デカパイパンチラねーちゃん」などと発言するなど、時折毒を吐く。嗅覚に長けており、気配を消した鬼を見分けることができる。
サルル
百太郎の部下であるメス猿だが、人間のような容姿をしている（途轍もなく貧乳である）。モモタロウチームの頭脳担当で、様々な知識に長ける。バナナが好きなようでしょっちゅうかじっている。
キジ丸
百太郎の部下であるオス雉。人間一人を吊るして飛べるほど飛翔力に優れているが、非常に軽薄な性格で大の女好き。翼で物を掴んだりすることができる。
鬼堂魔美 (きどう まみ)
本作のヒロインである、赤鬼族の姫君。百太郎の同級生にあたるが、きびだんごを食べたことにより丹田に霊力が宿った結果、急激に成人女性の身体へ成長した。元々美少女であったが、成長後の体は大変スタイルが良く、さらに巨乳。
体内のきびだんごを狙う他の鬼族達に命を狙われている。一時期マロンにきびだんごを奪われ、元の小さい体に戻るもののマロンとの奪い合いによりきびだんごの半分を食べ、マロン同様に再び成長する。
当初は百太郎のことを利用するつもりでいたが、次第に情が移り、争奪戦にも率先して参加している。料理は下手。
レモン
通称レモ姉。百太郎の先輩で、弟分である百太郎をかわいがっている。16歳の女子高生で普段は鬼ヶ島町の高校に通っている。
巫女のような装束をしており、大変巨乳。目元の泣きボクロがチャームポイントだが、鷹岬によれば「よくアシさんがヨゴレと間違えて修正してしまう」らしい。百太郎の武術の師匠でもあり、百太郎より力も技も強いがきびだんごの力は使えない。普段はサバイバルナイフ型の剣を逆手に持って戦う。逆立ちして放つドロップキック「檸檬昇竜覇」は一撃で百太郎を半死半生の目に遭わせたほどの破壊力。
元祖きびだんごを食べた時の形質は「力と俊敏性を兼ね備えた優れた近接格闘能力」。
ざくろ
天邪鬼特殺隊に所属する女鬼。スタイルは良いが、魔美やレモンらのバストサイズが大きいため、貧乳として扱われている（角や翼を隠すための変化が使えるが、魔美によればそれを利用して初登場時には「盛って」いたらしい）。いつもX黒ビキニを着用しており、人間に化けている時には黒いセーラー服を纏っている。一人称は「オレ」だが「あたし」になることも。「大嫌い」が口癖な所謂ツンデレ。
元祖きびだんごを食べた時の形質は「飛行能力」。
Dr.来智 (どくたー らいち)
鬼族対策機構の研究員である大人の女性。人類が鬼族と戦うための研究をしており、同じく鬼族に対抗している百太郎に協力する。年長者だけあってスタイルは魔美やレモンすら上回り、とても巨乳。常にチュッ○チャプスを咥えている。年増に見えるが25歳。登場当初は三人娘を無断で拘束したりするなど奇行が目立ち、モモタロウから「心に鬼がいる」と断ぜられていたのだが、更生してからはモモタロウを猫かわいがりするようになる。モモタロウを男性として意識するようになり、痴女と思われるような妄想シーンもある。
元祖きびだんごを食べた時の能力は「メカを操る力」であり、魔美ロボXの残骸を取り込んだフルバースト攻撃が可能になる。
魔美ロボX（まみろぼえっくす）
鬼族対策機構が対黒鬼用に作り上げた「戦闘巨兵」。魔美を模して作り上げられた巨大ロボットで、黒鬼兵たちを難なく打ち破るほどの強さを有している。来智曰く「魔美の凶暴性もインプットしといた」らしい。目はビーム砲、口は火炎放射器、指は大口径バルカン砲で、乳房は大型ミサイルが組み込まれている。黒鬼兵を叩き潰すも、黒鬼王には手も足も出ず「ガラクタ」呼ばわりされた挙句に一撃で粉砕された。その後、残骸はDr.来智の特質を借りた真・モモタロウの武器となった。

### 鬼
赤鬼族
鬼ヶ島町を支配していた、鬼界の最大派閥。百太郎により叩きのめされたため、現在は弱小勢力。
長老
魔美の祖父。常人の数倍の体躯を誇る巨体の鬼で、孫娘である魔美がきびだんごを誤飲したのを知った際には腹を引き裂いて自らが食おうと考えていた冷酷な性格。人々を恐怖で縛り付け、巨大な城を建てさせて豪遊していたが、モモタロウ気孔剣で両断され、真っ二つになったまま逃走していった。
魔美の父
最終回に登場。虎柄のスーツを着た逞しい体躯の男性。百太郎が全ての鬼の敵である黒鬼を倒したことで改心し、人間に迷惑をかけないように「人間・鬼族さよならお別れ計画」を立案したが…？
魔美の母
魔美によく似た姿をした美女で、なぜかヒョウ柄のスーツを着ている。最終回で夫と共に百太郎に礼を言いに来た。
牛鬼（ぎゅうき）
巨大なミノタウロスの姿をした鬼。魔美の影の中に隠れ、きびだんごを奪おうとしたが、モモタロウ気孔剣に敗れる。
餓鬼（がき）
食事をすればするほど巨大化し強くなる鬼。信州弁のような訛りがある。魔美と組んでレモンを襲撃し、彼女が情にほだされて寝返ると掌を返して魔美ごときびだんごを腹に収めた。しかしサルルが投げ込んだ魔美の手作り料理を食べたせいで魔美を吐き出してしまい、あっさりモモタロウ気孔剣で倒された。
磯銀鬼（いそぎんき）
イソギンチャク型の鬼。「最強クラス」と自らを称する上級の鬼で、モモタロウ気孔剣すら無傷で耐えるほどの強さを有する。魔美を騙して彼女を喰らいきびだんごの力を得ようとするも、駆け付けた百太郎のモモタロウ気孔砲で粉砕される。
夢邪鬼（むじゃき）
蜘蛛型の鬼。水晶玉を使い、相手を洗脳する能力を有し、傀儡を得た後は亜空間に逃げ込み相手を追い詰めるという。鬼ヶ島小の文化祭に紛れ込み、催眠術をかけて魔美とレモンを操り百太郎を仕留めようとするも、本体の戦闘力は低く、あっさりモモタロウ気孔剣で倒された。
腐乱鬼（ふらんき）
妖鬼族の男。ミイラ男のような姿をした妖術師。湯に浸かった相手から「命のエキス」を奪い取る術を持つ。百太郎から命のエキスを奪い消し去ろうとしたが、うっかり瓶を湯に落としてしまったために百太郎に奪い返され、モモタロウ気孔剣で瓶ごと両断される。
ラ・フラン
腐乱鬼の妹で自分のことを「僕」と呼ぶ（いわゆるボクっ娘）。顔中に包帯を巻いたゴスロリ衣装の幼女。かなりのブラコンで兄の腐乱鬼のリベンジのために百太郎を妖術で追いやるもきびだんごの力によって圧倒されるが見逃され、「おまえだってかわいいじゃん」と言われたことにより、もう一人の「兄サマ」として百太郎に好意を持つ。
青鬼族
赤鬼族に次ぐ勢力を有する勢力。
マロン
青鬼族の姫君。軍服姿がトレードマーク。自称"完全無欠のマロン"。魔美とは園児の頃から犬猿の仲。魔美からきびだんごを奪い、成人女性の身体へ成長したもののモモタロウに取り返されたが、半分を食べて再び成長する。青鬼族は鬼界を征服するしようとしているらしく、緑鬼族の森にある伝説の大樹を斬り倒して霊力を悪用するなど悪事を働いている。モモタロウ自身はきびだんごを取り返そうとするものの実行はしなかったが、魔美、レモン、ざくろの袋叩きにあった。この一件以来、モモタロウのことが気になっているが、プライドが高い性格のためかやすやすときびだんごの力を使用はさせない。作者曰く「レイシスト」。
元祖きびだんごを食べた時の特質は「鞭を使いこなす力」。この際には股間部分が革ベルトで覆われるなど防具が増えている。
マロン1号
青鬼族の科学が生んだ巨女兵器。立体映像の巨像に実体を持たせた恐るべき兵器で、マロンの動きに合わせ動き回る。ただし、操縦者であるマロンと完全に動きを共有しているので、本体がやられると同様のダメージを受けてしまう。最後は映像ごとモモタロウ気孔剣で真っ二つにされた。
二脚歩行戦車
伝説の大樹の破壊のために動員された戦車。誘導ミサイルや巨大なドリルなどが内蔵されているが、伝説の大樹の霊力により全滅する。
緑鬼族
自然を愛する穏健派の鬼。人に害をなすことは無く、大自然の中で悠々自適に暮らしているが、青鬼族に脅かされている。緑色なのは髪だけ。
キウィ
緑鬼族の少女で、弱気な性格でよく泣く。巨大な霊力を持つ伝説の大樹を守ってもらおうと、モモタロウに助けを求める。きびだんご並の霊力こそ持っていないものの、体内にわずかばかり霊力が宿っている。モモタロウのことを「モモさま」と呼ぶ。
白鬼族
マロンの解説に登場する勢力。光るらしい。
黄鬼族
マロンの解説に登場する勢力。温厚な性格。歌姫がココに氷漬けにされていた。
マネ鬼
絶滅危惧種の鬼。青鬼族に雇われ、百太郎と三人娘を仲違いさせるために暗躍したが、三人の心を弄んだことに（自分が三人娘の誤解で痛めつけられたことよりも）激怒した百太郎に一蹴される。
ココ
氷鬼族の女で、ラ・フラン同様ボクっ娘。”氷を操る芸術家（アーチスト）”を自称し、気に入ったものを氷漬けにすることに快感を覚えるなど悪趣味かつサディスティックな性格をしている。青鬼族やその他の鬼族や人間を氷漬けにしてコレクションとし、マロンだけでなく魔美とレモンとざくろを氷漬けにしモモタロウをコレクションに加えようとする。しかしマロンの氷漬けになった際のポーズが仇となり、モモタロウ気功剣を食らい、捨て台詞を吐きながら退散した。
鷹岬曰く「雪女が和風では面白くない」ということで、ボディコンスーツ姿をしているらしい。
灰鬼族
将軍がココに氷漬けにされていた。
紫鬼ぐれん隊
赤鬼族の残党に化け「赤鬼族ぐれん隊」を名乗り、傷心の魔美に接近し黍団子を奪おうとした一味。地面越しに放たれたモモタロウの気功剣で全滅する。
黒鬼族
すべての鬼の中で最も凶暴かつ最強の種族であり、他の鬼や人類を完全に見下している邪悪な種族。兵士一人一人の強さが他の鬼1000体分に当たるほど強く、千年前に初代モモタロウにより鬼ヶ島町の地底に封印されていた。
ミント
最初に目覚めた黒鬼。長ラン風の着物を着用した青年の姿をしており、左側の角が異常発達している。黒鬼の中ではさほど強い部類ではないものの、それでもモモタロウ気功剣がまるで通じない程頑健な体を有し、掌から波動を放ち街を瞬時に爆破してしまう。
百太郎をいとも簡単に打ち破るも、再戦時には百太郎が元祖きびだんごを食し覚醒したため、たった一撃で消し飛ばされてしまった。
ブドウ
黒鬼族の中で最も優れた怪力を持つ巨体の鬼。なぜかパンツ一丁にカラーだけ付けている。体はミント以上に頑丈で、巨大鉄骨を豆粒サイズまで握り潰してしまうほどの圧倒的なパワーを有する。ミント討滅からほどなくして復活を遂げ、鬼ヶ島町を怪力で破壊し尽したが、レモンの力を受け継いだ真・モモタロウには全て攻撃を躱された挙句、檸檬昇竜覇で撃滅された。
ホウズキ
三番目に覚醒した黒鬼族。ミントやブドウを「格が違うんだよ」と見下す程強く、真・モモタロウを圧倒する程の実力を有する。優れた飛行能力を有し、口から吐く熱線での空爆を得意とする。真・モモタロウを追い詰めるも、マロンの力も借りて二段覚醒した真・モモタロウによりズタズタに引き裂かれ討伐される。
黒鬼王
黒鬼族全てを束ねる巨大な鬼。いわば本作の最終ボス。
幾百もの黒鬼兵全てを己の力で完全に従えた最強最悪の鬼神で、自らを全能と称するほど傲慢で残虐無比な性格。魔美ロボXに匹敵するほどの巨体に加え、ミントやホウズキを上回る程の火力、ブドウを凌駕する腕力を有し、完全覚醒した真・モモタロウすらも撃破するも、元祖きびだんごの力を独占するためにレモンやざくろを丸呑みにしたことを突かれて百太郎の気功剣で体内から突き破られ、爆発四散した。

### その他
心霊写真に写っていた人
百太郎らが見ていた心霊番組に登場。目に線が入っているものの、『ロックマンエグゼ』に登場する伊集院炎山と光熱斗によく似た外見の二人組。
鷹岬によれば「サプライズのつもりで出したが、流石にそのまま掲載するのは版権の都合上まずい」ということで多少修正を加えたらしく、twitterでは炎山と熱斗がテレビ用にコーディネートを変えるイラストを投稿している（端で百太郎が「すんません…」と謝っている）。

## 用語
鬼族（おにぞく）
所謂「鬼」と呼ばれる種族。様々な形質を持つ種族がおり、多くは凶暴だが、緑鬼族のように友好的な者もいる。人間界でやられても鬼の世界に戻るだけでありなかなか死ぬことはない。
きびだんご
鬼族を討伐するために初代モモタロウが創ったとされる霊薬。食したり、食した者の丹田を触れることで莫大な霊力を得る。ただし一部の選ばれた人間のみしか使用できない。食べた者は一時的に大人の姿になるが、力を借用する場合はこの限りではない。
元祖きびだんご
初代モモタロウが創った世界最初のきびだんご。全部で6つ存在する。1個はミントとの戦いで百太郎が食べ、残りはブドウ戦でヒロインたちに飲まれてしまった。食した者の丹田を触れることで、その者の持つ長所や特質がモモタロウに受け継がれるが、借用している間はその人物は幼児のすがたになってしまう。最終的に黒鬼族全滅に伴いすべて消滅した。

## 反響
ネット上では「コロコロにしてはエロすぎる」という声が上がっており、お色気マンガとして知られている。
2015年4月30日に発売された別冊コロコロコミック6月号の掲載分では、小さくなった百太郎が女性の身体に押しつぶされそうになったり、女性キャラクターが術をかけられ恥ずかしい目に遭うといった描写が含まれていたため、嫌悪感を抱いた読者からTwitterに該当シーンを投稿して糾弾したのを機に、ネット上でお色気描写に対する議論が巻き起こった。
作者の鷹岬諒はこの騒動について、同年6月7日に励ましをいただいて嬉しいとツイートしたのち、翌日8日には読者の意見を取り入れたうえで連載を続けるとツイートした。
また作者はコロコロコミックでこの様なお色気マンガが連載された経緯として、10数年前に当時の編集長から「コロコロは子供が読んで面白い漫画であればどんなジャンルの漫画でも(たとえH漫画でも)いい。児童漫画の枠に縛られず広く発想してほしい。」と言われたことがきっかけだったと語っている。

## 書誌情報
- 鷹岬諒『ももいろ討鬼伝 モモタロウくん』小学館〈てんとう虫コロコロコミックス〉、全4巻
  1. 2015年1月23日発売、ISBN 978-4-09-141875-3
  2. 2015年8月28日発売、ISBN 978-4-09-142034-3
  3. 2016年8月26日発売、ISBN 978-4-09-142186-9
  4. 2017年3月28日発売、ISBN 978-4-09-142186-9

1巻から3巻まではコミックとらのあな販売分に購入特典がついていた。